# Списак градоначелника Параћина
Градоначелници Параћина од 1737. приказани су на доњем списку.
1. Коста Димитријевић (1737-1738)
2. Илија Барјактаровић (1805-1809)
3. Милосав Здравковић (1815-1825)
4. Јован Вељковић (1832-1833)
5. Петар Ђорђевић (око 1833)
6. Богдан Ђорђевић (1833-1839)
7. Лазар Симић (1889-10. 1915)
8. Јован Сјенички (10. 1915-18.2.1916)
9. Јулијус Минх (1918)
10. Коста Хаџи-Видојковић (10.1919-8. 1920)
11. Сима Микић (8. 1920-1930)
12. Милун Поповић (1930-1933)
13. Живота Миленковић (1933-1934)
14. Божидар Стојковић (1934-1938)
15. Владимир Јевтић (1938-1941)
16. Јозеф Паулус (1941-1944)

| Слика                        | Слика                        | Име (Датум рођења–смрти)         | Време на положају  | Време на положају                | Странка                          |
| ---------------------------- | ---------------------------- | -------------------------------- | ------------------ | -------------------------------- | -------------------------------- |
|                              |                              | Јосиф Миленковић                 | 1944.              | 26. октобар 1944.                | Комунистичка партија Југославије |
|                              | Милослав Радојковић          | 26. октобар 1944.                | 18. фебруар 1945.  | Комунистичка партија Југославије |                                  |
|                              | Душан Нешић                  | 18. фебруар 1945.                | 1947.              | Комунистичка партија Југославије |                                  |
|                              | Радослав Димитријевић        | 1948.                            | 1950.              | Комунистичка партија Југославије |                                  |
| нема 1950−1953               |                              |                                  |                    |                                  |                                  |
|                              |                              | Ђорђе Трајковић                  | 1953.              | 1953.                            | Комунистичка партија Југославије |
| нема 1953−1955               |                              |                                  |                    |                                  |                                  |
|                              |                              | Јаков Теодосијевић               | 1955.              | 1956.                            | Комунистичка партија Југославије |
|                              | Стеван Стојковић             | 1954.                            | 1956.              | Комунистичка партија Југославије |                                  |
|                              | Јаков Теодосијевић           | 1955.                            | 1956.              | Комунистичка партија Југославије |                                  |
|                              | Стеван Стојковић             | 1955.                            | 1956.              | Комунистичка партија Југославије |                                  |
|                              | Љубисав Стаменковић (1919–?) | 1956.                            | 1960.              | Комунистичка партија Југославије |                                  |
| нема 1960−1962               |                              |                                  |                    |                                  |                                  |
|                              |                              | Милутин Милошевић                | 1962.              | 1963.                            | Комунистичка партија Југославије |
|                              | Градибор Савић               | 1963.                            | 1967.              | Комунистичка партија Југославије |                                  |
|                              | Драгиша Ђокић                | 1967.                            | 1969.              | Комунистичка партија Југославије |                                  |
|                              | Љубомир Огњановић            | 1969.                            | 1974.              | Комунистичка партија Југославије |                                  |
|                              | Слободан Миливојевић (1930–) | 1974.                            | 1982.              | Комунистичка партија Југославије |                                  |
|                              | Топлица Недељковић           | 1982.                            | 1986.              | Комунистичка партија Југославије |                                  |
|                              | Витомир Иванишевић           | 1986.                            | 1988.              | Комунистичка партија Југославије |                                  |
| нема 1988−26. новембар 1989. |                              |                                  |                    |                                  |                                  |
|                              |                              | Миомир Миловановић (1949−2006)   | 26. новембар 1989. | 16. октобар 2000.                | СПС                              |
|                              |                              | Предраг Томковић (1935−2020)     | 16. октобар 2000.  | 16. октобар 2004.                | Демократска странка              |
|                              | Саша Пауновић (1970−)        | 16. октобар 2004.                | 4. септембар 2020. | Демократска странка              |                                  |
|                              |                              | Владимир Милићевић (1978−)       | 4. септембар 2020. | 30. октобар 2023.                | СНС                              |
|                              |                              | Владимир Милићевић (в.д. (1978−) | 30. октобар 2023.  | тренутно                         | СНС                              |